# Лучшие
«Лучшие» (англ. Popular, букв. «Популярные») — американский молодёжный сериал, выходивший в 1999—2001 годах и рассказывающий о жизни группы старшеклассников — учеников школы «Kennedy High».

## Сюжет
Сюжет сериала разворачивается вокруг противостояния популярных и непопулярных учеников школы имени Кеннеди. К высшей касте школьной иерархии относятся, в основном, спортсмены и черлидеры: они диктуют моду и устанавливают правила. Другие ученики, напротив, считаются неудачниками и страдают от наклеенных ярлыков, но стараются разными способами изменить сложившиеся порядки.
Брук Маккуин и Сэм Макферсон — ученицы старших классов и полные противоположности: первая — лидер команды болельщиц, вторая — журналист школьной газеты. Им приходится искать общий язык и даже жить в одном доме, когда отец Брук и мать Сэм решают пожениться.

## Персонажи
Брук Маккуин (Brooke McQueen) — самая популярная девушка в школе. Отличница и член группы поддержки. Её мать оставила семью, когда Брук было восемь лет и она жила с отцом. Пытается казаться идеальной, но время от времени страдает от низкой самооценки. Первоначально встречается с Джошем Фордом, затем влюбляется в друга детства Гаррисона Джона.
Саманта (Сэм) Макферсон (Samantha «Sam» McPherson) — симпатичная, умная и упрямая девушка. Редактор школьной газеты. В статьях часто рассказывает о лицемерии и несправедливости в школе. Отец Сэм умер, когда ей было 14 и она жила с матерью. Вместе со своими друзьями Гаррисоном, Кармен и Лили входит в число «непопулярных» учеников, но постепенно ситуация меняется. Некоторое время встречается с Джорджем Остином, затем понимает, что любит своего лучшего друга Гаррисона. По словам автора сериала, Райана Мёрфи, в третьем сезоне (который не был снят) Саманта должна была осознать свою гомосексуальность.
Гаррисон Джон (Harrison John) — умный и добрый, но непопулярный парень, который после развода родителей живёт с матерью-лесбиянкой Робин. Во втором сезоне страдает от лейкемии и пытается покончить с собой, но в итоге, выздоравливает, когда ему пересаживают костный мозг Николь Джулиан. С детства влюблен в Брук, но также испытывает чувства к Сэм. В последней серии наконец, определяется с выбором (Создатель сериала Райан Мёрфи в комментариях к эпизоду (и других интервью) говорил, что Гаррисон выбрал Брук и она убежала, потому что это очень ранило Сэм).
Джош Форд (Josh Ford) — игрок школьной футбольной команды и самый популярный парень в школе. Проявляет интерес к театру. Переживает развод родителей. Лучший друг Шуга Дэдди. Встречался с Брук, Кармен и Лили, на которой женится в конце второго сезона. Однако, семейная жизнь становится для них нелёгким испытанием.
Николь Джулиан (Nicole Julian) — богатая, самоуверенная и властная болельщица. Дружит с Брук, но при этом соперничает с ней за статус лидера. Обычно ведёт себя достаточно стервозно, но время от времени проявляет и положительные качества (например, жертвует Гаррисону свой костный мозг). Во втором сезоне Николь узнаёт, что её удочерили. В последней серии, после сильной ссоры с Брук, садится за руль пьяной и сбивает её.
Мэри Черри (Mary Cherry) — избалованная и недалёкая, но щедрая девушка. Член группы поддержки. Пытается завоевать любовь своей матери Черри Черри. Испытывает симпатию к Гаррисону, которого обычно называет «Джо», хотя знает его настоящее имя. В конце сериала находит свою сестру-близнеца Би-Хо, которая выросла в Бронксе. Их мать делает выбор в пользу новообретённой дочери, и Мэри Черри становится сиротой.
Лили Эспозито (Lily Esposito) — активистка во всех смыслах этого слова. Вегетарианка, борец за права животных и жертв любой дискриминации. Входит в число «непопулярных» и дружит с Гаррисоном, Сэм и Кармен. Некоторое время испытывает сомнения по поводу своей сексуальности, но в итоге, влюбляется в Джоша. Они женятся в конце сериала, из-за чего сталкиваются с непониманием родителей и финансовыми проблемами.
Кармен Феррара (Carmen Ferrara) — милая, но непопулярная девушка. Переживает из-за лишнего веса. Мечтает стать черлидером и после долгих неудач, ей это всё-таки удаётся: в итоге она становится одним из капитанов команды. Живёт с матерью, страдающей от алкоголизма.
Майкл (Шуга Дэдди) Бернардино (Michael «Sugar Daddy» Bernardino) — член футбольной команды и лучший друг Джоша. Сомневается в своей привлекательности из-за проблем с лишним весом, но позже начинает встречаться со студенткой по обмену Экскьюзит Ву.
Роберта (Бобби) Гласс (Roberta «Bobbi» Glass) — преподаватель естествознания. Сильная и жёсткая женщина. Ученики часто называют её «сэр». Её сестра Джесси работает в школе медсестрой.
Майк Маккуин (Mike McQueen) — отец Брук. После ухода жены из семьи, воспитывал дочь один. Влюбляется в Джейн Макферсон и женится на ней в конце первого сезона. Во втором сезоне у них рождается дочь Маккензи.
Джейн Макферсон (Jane McPherson) — мать Сэм. После смерти мужа воспитывала дочь одна. Влюбляется в Майка Маккуина и выходит за него замуж в конце первого сезона. Во втором сезоне у них рождается дочь Маккензи.

## Актёры
| Актёр             | Персонаж                                       | Серии |
| ----------------- | ---------------------------------------------- | ----- |
| Лесли Бибб        | Брук Маккуин                                   | 43    |
| Карли Поуп        | Сэм Макферсон                                  | 43    |
| Тамара Мелло      | Лили Эспозито                                  | 43    |
| Кристофер Горэм   | Гаррисон Джон                                  | 43    |
| Сара Рю           | Кармен Феррара                                 | 43    |
| Брайс Джонсон     | Джош Форд                                      | 43    |
| Тэмми Линн Майклз | Николь Джулиан                                 | 43    |
| Рон Лестер        | Шуга Дэдди                                     | 43    |
| Лесли Гроссман    | Мэри Черри Би-Хо                               | 41    |
| Лиза Дарр         | Джейн Макферсон                                | 41    |
| Скотт Брайс       | Майк Маккуин                                   | 41    |
| Дайан Делано      | Бобби Гласс Джесси Гласс Рок Гласс Дядя Типтон | 42    |

| Актёр             | Персонаж       | Серии |
| ----------------- | -------------- | ----- |
| Эдриа Доун        | Эйприл Туна    | 19    |
| Роберт Гант       | Кэлвин Круппс  | 12    |
| Хэнк Харрис       | Эмори Дик      | 12    |
| Анель Лопез Горэм | Поппи Фреш     | 12    |
| Энтони Монтгомери | Джордж Остин   | 11    |
| Диана Беллами     | Сесилия Холл   | 11    |
| Арнетия Уокер     | Мисс Росс      | 8     |
| Боб Кленденин     | Годфри         | 8     |
| Кэлвин Ю          | Фредди Гонг    | 6     |
| Дельта Бёрк       | Черри Черри    | 6     |
| Мэнди Фронд       | Мэй Туна       | 6     |
| Наташа Пирс       | Леди Т         | 5     |
| Дэррил Тирз       | Мистер Винсент | 4     |
| Чад Лоу           | Люк Грант      | 4     |
| Пегги Липтон      | Келли Маккуин  | 4     |

Актриса Лесли Гроссман помимо своей основной роли Мэри Черри также исполнила эпизодическую роль Би-Хо, сестры-близнеца своей героини. А Дайан Делано сыграла не только Бобби Гласс, но и трёх её родственников — медсестру Джесси Гласс, Рока Гласса и дядю Типтона.
Характеры и отношения актёров сериала зачастую были полной противоположностью того, что они играли на экране. Лесли Бибб и Карли Поуп, игравшие соперниц Брук и Сэм, в жизни были лучшими подругами и признавались, что труднее всего им играть сцены ссор между героинями. Открытая лесбиянка Тэмми Линн Майклз исполнила роль Николь Джулиан, отпускающей гомофобные комментарии. Кристофер Горэм, игравший «непопулярного» Гаррисона Джона женат на актрисе Анель Лопез, исполнявшей роль «популярной» болельщицы Поппи Фреш.
Как это часто бывает в молодёжных сериалах, многие актёры, игравшие школьников были старше своих персонажей. Рону Лестеру (Шуга Дэдди) на момент окончания съемок было уже 30. Он на десять лет старше самой молодой актрисы основного состава Карли Поуп (Сэм Макферсон), хотя играют они ровесников.

## Эпизоды

### Сезон 1 (1999—2000)
| № | Название                                                                    | Режиссёр       | Автор сценария                            | Дата премьеры    |
| --- | --------------------------------------------------------------------------- | -------------- | ----------------------------------------- | ---------------- |
| 1 | «Пилот» «The Phantom Menace»                                                | Брайан Роббинс | Райан Мёрфи                               | 29 сентября 1999 |
| Средняя школа имени Кеннеди — место настоящей войны между учениками: «популярные» (Брук, Николь, Джош, Мэри Черри и Шуга Дэдди) против «непопулярных» (Сэм, Гаррисон, Лили и Кармен). Некоторым из них всё же приходится искать общий язык: Брук и Сэм ставят в одну пару на лабораторной работе. Другие сами хотят сменить амплуа: «непопулярная» Кармен пытается стать членом группы поддержки, а футболист Джош хочет попробовать силы на театральной сцене. |                                                                             |                |                                           |                  |
| 2 | «Новая угроза, новые проблемы» «Mo' Menace, Mo' Problems»                   | Майкл Робин    | Райан Мёрфи                               | 30 сентября 1999 |
| Брук чувствует себя виноватой за отказ Кармен во вступлении в группу поддержки (она была лучшей на прослушивании, но не обладает идеальной фигурой). Сэм получает приглашение на вечеринку, но отказывается, когда понимает, что таким образом предаст своих друзей. Майк и Джейн сообщают дочерям, что решили пожениться. |                                                                             |                |                                           |                  |
| 3 | «В осаде» «Under Siege»                                                     | Перри Лэнг     | Райан Мёрфи                               | 7 октября 1999   |
| Джош разрывается между футболом и театром. Защитница животных Лили отказывается препарировать лягушку на лабораторной. Совместный обед семей Маккуин и Макферсон превращается в катастрофу. |                                                                             |                |                                           |                  |
| 4 | «Смерч» «Windstruck»                                                        | Джейми Бэббит  | Оливер Голдстик                           | 14 октября 1999  |
| Лили сталкивается с кучей проблем, устроившись на работу в дешёвую забегаловку. Интимные подробности об отношениях Брук и Джоша разносятся по школе с ураганной скоростью. Джош просит совета у Сэм, а Брук — у Гаррисона. |                                                                             |                |                                           |                  |
| 5 | «Резня на унылой вечеринке» «Slumber Party Massacre»                        | Майкл Робин    | Уэнди Маклеод                             | 21 октября 1999  |
| Кармен устраивает вечеринку по случаю своего шестнадцатилетия и приглашает «популярных» девочек. Николь принимает приглашение, так как запала на Лео — старшего брата Кармен. Брук, наконец, решилась переспать с Джошем, но давно влюблённый в неё Гаррисон хочет им помешать. |                                                                             |                |                                           |                  |
| 6 | «Правда или последствия» «Truth or Consequences»                            | Марк Баклэнд   | Ари Познер и Эрик Превен                  | 4 ноября 1999    |
| Николь и Мэри Черри крадут ответы на контрольную по биологии, и «популярные» успешно сдают тест. «Непопулярные» проваливаются и пытаются доказать факт жульничества. Родители Сэм и Брук решают съехаться. |                                                                             |                |                                           |                  |
| 7 | «Королева Б.» «Queen B.»                                                    | Мэтью Гаррисон | Райан Мёрфи                               | 11 ноября 1999   |
| Брук, Мэри Черри, Поппи и Кармен борются за звание «Школьной Королевы». Бывшая победительница аналогичного конкурса Черри Черри разворачивает кампанию в поддержку своей дочери. Отстранённая от участия Николь включается в закулисные интриги. |                                                                             |                |                                           |                  |
| 8 | «Ночные дела» «Tonight's the Night»                                         | Джейми Бэббит  | Эдвард Китсис, Адам Хоровитц, Райан Мёрфи | 18 ноября 1999   |
| Кармен и Шуга Дэдди общаются через интернет и лгут друг другу о своей внешности. Гаррисон и Лили решают заняться «дружеским» сексом. Брук и Сэм заключают пари: первая должна доказать, что у них с Джошем настоящая любовь, а вторая — найти себе парня. |                                                                             |                |                                           |                  |
| 9 | «Дикий, дикий беспорядок» «Wild Wild Mess»                                  | Лев Спиро      | Оливер Голдстик                           | 2 декабря 1999   |
| Брук подозревает, что беременна. Выясняется, что мама Гаррисона — лесбиянка. «Популярные» девочки хотят выглядеть как Гвинет Пэлтроу и похищают её личного стилиста. |                                                                             |                |                                           |                  |
| 10 | «Время покаяния» «Fall on Your Knees»                                       | Элоди Кин      | Райан Мёрфи                               | 9 декабря 1999   |
| Все радуются наступающему Рождеству: Кармен, наконец, принимают в группу поддержки, Бобби Гласс отменяет экзамен, а Брук и Сэм устраивают вечеринку. И только стервозную Николь Джулиан ничто не трогает. Но всё меняется, когда она встречает призраков Настоящего, Прошедшего и Будущего Рождества, которые показывают, как она стала такой чёрствой и к чему это может привести в дальнейшем.                                                                |                                                                             |                |                                           |                  |
| 11 | «Исключение, ложь и видео» «Ex, Lies and Videotape»                         | Арвин Браун    | Ари Познер и Эрик Превен                  | 13 января 2000   |
| Брук и Сэм снимают сюжет о Джоше, который пробует себя в театральной постановке. Его родители ссорятся, так как по-разному смотрят на новое увлечение сына. Девочки из группы поддержки хотят, чтобы Кармен бросила своих «непопулярных» друзей, а у неё как раз появляется фанатка в лице Эйприл. |                                                                             |                |                                           |                  |
| 12 | «Суд Эмори Дика» «The Trial of Emory Dick»                                  | Перри Лэнг     | Оливер Голдстик                           | 20 января 2000   |
| Эмори Дик получает травму на уроке и предъявляет школе иск. «Популярные» и «непопулярные» ученики снова становятся по разные стороны баррикад. Только к какой касте теперь принадлежат Шуга Дэдди, которого исключили из футбольной команды и Кармен, которая недавно стала черлидером? |                                                                             |                |                                           |                  |
| 13 | «Кувшин надежды» «Hope in a Jar»                                            | Дэвид Петрарка | Уэнди Маклеод                             | 27 января 2000   |
| Школа имени Кеннеди сходит с ума в ожидании вечера танцев. Все озабочены своей внешностью: Джош испытывает экстремальную методику похудения, Гаррисон пытается накачать мышцы, черлидерши сидят на диете, а Сэм надевает надувной лифчик. Другая проблема — найти себе пару: Лили приглашает Эмори, Кармен идёт одна, а Брук, Сэм, Джош и Гаррисон втягиваются в любовный четырёхугольник.                                                                      |                                                                             |                |                                           |                  |
| 14 | «В клетке» «Caged!»                                                         | Джейми Бэббит  | Райан Мёрфи                               | 3 февраля 2000   |
| На занятиях по актёрскому мастерству мистер Беннет просит, чтобы все девочки записали на бумагу свои самые глубокие тайны, а затем выбросили их, но Николь ворует откровения из урны. Чтобы помирить девчонок, парни запирают их в туалете. Именно там всё тайное становится явным. |                                                                             |                |                                           |                  |
| 15 | «Исправительный лагерь» «Booty Camp»                                        | Майкл Робин    | Эдвард Китсис и Адам Хоровитц             | 10 февраля 2000  |
| За свои проступки ряд учеников попадает в исправительный лагерь при школе, где командует очередной родственник Бобби Гласс — Рок. Брак родителей Джоша разваливается, и его мать решает уйти из дома. Брук больше не хочет общаться с Николь. |                                                                             |                |                                           |                  |
| 16 | «Всё об Адаме» «All About Adam»                                             | Перри Лэнг     | Уэнди Маклеод и Райан Мёрфи               | 17 февраля 2000  |
| В школе появляется новый ученик — Адам, который хочет стать первым парнем в группе поддержки. Но на самом деле новичок планирует стать школьным лидером, разрушив имидж остальных популярных студентов. Однако его собственное прошлое тоже недолго остается тайной. |                                                                             |                |                                           |                  |
| 17 | «Властелин материалов» «Lord of the Files»                                  | Лев Спиро      | Оливер Голдстик                           | 24 февраля 2000  |
| Девочки пытаются завоевать расположение нового заместителя директора Кэлвина Круппса. Гаррисон раскрывает свой музыкальный талант и даёт первое выступление. Кармен и Брук соперничают за внимание Джоша, но он говорит, что не хочет встречаться ни с одной из них. |                                                                             |                |                                           |                  |
| 18 | «Перемены» «Ch-Ch-Changes»                                                  | Крейг Зиск     | Ари Познер и Эрик Превен                  | 20 апреля 2000   |
| Учитель мистер Дон объявляет, что хочет стать женщиной и просит называть его мисс Дебби. Из-за предрассудков школьного руководства ему теперь грозит увольнение. Гаррисон полностью поддерживает мисс Дебби и организовывает акцию в её защиту, к которой постепенно присоединяются и другие ученики. |                                                                             |                |                                           |                  |
| 19 | «Твёрдые снаружи — мягкие внутри» «Hard on the Outside, Soft in the Middle» | Джейми Бэббит  | Райан Мёрфи                               | 27 апреля 2000   |
| Чтобы проверить, влияет ли цвет волос на успех, «популярные» блондинки перекрашиваются в брюнеток, и наоборот. Лили пытается спасти омара, которому грозит съедение. Джош и Шуга Дэдди очарованы новой студенткой по обмену. |                                                                             |                |                                           |                  |
| 20 | «Мы — семья» «We Are Family»                                                | Элоди Кин      | Райан Мёрфи и Дейдра Стром                | 4 мая 2000       |
| Майк и Джейн готовятся к свадьбе. Брук и Сэм хотят им помешать, но терпят неудачу. У Черри Черри начинается роман с актёром Эриком Эстрадой. |                                                                             |                |                                           |                  |
| 21 | «Почему сбежала Сэмми?» «What Makes Sammy Run)»                             | Джейми Бэббит  | Эдвард Китсис и Адам Хоровитц             | 11 мая 2000      |
| Сэм сбегает в Сан-Франциско, чтобы разыскать мать Брук. Николь и Мэри Черри решают овладеть искусством стриптиза, а ребята устраивают для Майка мальчишник и ведут его в стрип-клуб. И именно в этот вечер полиция устраивает в клубе рейд. |                                                                             |                |                                           |                  |
| 22 | «Две свадьбы и одни похороны» «Two Weddings and a Funeral»                  | Лев Спиро      | Райан Мёрфи                               | 18 мая 2000      |
| Эпизод пародирует клише, характерные для последних серий телесериалов в сезоне — свадьбы, похороны, чрезвычайные события, приглашённые звёзды и музыкальные номера. Ученики пытаются подсунуть мисс Гласс слабительное, но ситуация выходит из под контроля. Кармен думает, что беременна. Джош и Брук решают начать всё сначала. Джейн с Майком и Черри Черри с Эриком Эстрадой играют двойную свадьбу. В последний момент в церкви появляется мать Брук.      |                                                                             |                |                                           |                  |

### Сезон 2 (2000—2001)
| № | Название                                                                                      | Режиссёр         | Автор сценария                 | Дата премьеры    |
| --- | --------------------------------------------------------------------------------------------- | ---------------- | ------------------------------ | ---------------- |
| 1 | «Дубина!» «Timber!»                                                                           | Джейми Бэббит    | Райан Мёрфи                    | 22 сентября 2000 |
| Новый учебный год в школе имени Кеннеди начинается с того, что мисс Гласс решила срубить 200-летний дуб во дворе, а Лили и Шуга Дэдди пытаются не допустить этого. Джейн чувствует, что Майк до сих пор любит Келли. Николь выгоняют из группы поддержки из-за травмы колена, и Кармен становится капитаном команды. |                                                                                               |                  |                                |                  |
| 2 | «Детка, не делай этого» «Baby, Don't Do It»                                                   | Майкл Робин      | Эдвард Китсис и Адам Хоровитц  | 29 сентября 2000 |
| Бобби Гласс придумывает новое задание: студенты должны заботиться о куклах, чтобы показать свою ответственность и готовность к взрослой жизни. Брук собирается ехать в Сан-Франциско и совершенно не заботится о своём «ребёнке». Кармен делит родительские обязанности с Лили. А Николь и Мэри Черри нанимают профессиональную няню. |                                                                                               |                  |                                |                  |
| 3 | «Гражданский позор» «Citizen Shame»                                                           | Лев Спиро        | Оливер Голдстик                | 6 октября 2000   |
| В город приезжает богатый родственник мисс Гласс — дядя Типтон, которому Бобби долгие годы лгала, что у неё есть ребёнок. Кармен уходит из дома из-за семейных проблем. Брук заводит дружбу с новой учительницей, Бонни. Джейн узнаёт, что беременна. |                                                                                               |                  |                                |                  |
| 4 | «Запретный плод сладок» «The Sweetest Taboo»                                                  | Крейг Зиск       | Ари Познер и Эрик Превен       | 13 октября 2000  |
| В школе появляется новый ученик — Джордж Остин, который быстро завоёвывает авторитет в футбольной команде. Мать Джоша начинает встречаться с его тренером. Чтобы вернуться в группу поддержки, Николь пытается сначала подкупить директора, а потом скомпрометировать его. |                                                                                               |                  |                                |                  |
| 5 | «Джо любит Мэри Черри» «Joe Loves Mary Cherry»                                                | Джейми Бэббит    | Джеймс Дафф и Райан Мёрфи      | 20 октября 2000  |
| Брук хочет начать отношения с Джорджем, но ему, похоже, больше нравится Сэм. Джош сближается с Лили, помогая ей поместить шимпанзе к влюблённому сородичу. Гаррисон узнаёт много нового о Мэри Черри. |                                                                                               |                  |                                |                  |
| 6 | «Стиль и токсикомания» «Style and Substance Abuse»                                            | Элоди Кин        | Райан Мёрфи                    | 3 ноября 2000    |
| Гаррисон и Брук борются за пост президента студенческого совета, а Сэм, Кармен, Николь и Мэри Черри — основные претендентки на звание Королевы школы. Ученикам нужно пройти тест на наркотики. Джош просит Гаррисона сдать анализ за него. Результат оказывается положительным. |                                                                                               |                  |                                |                  |
| 7 | «Подмоченная репутация» «Ur-ine Trouble»                                                      | Майкл Робин      | Эдвард Китсис и Адам Хоровитц  | 10 ноября 2000   |
| Гаррисон доказывает, что употребляет лекарства из-за головных болей, которые, как выясняется, вызваны лейкемией. Он вынужден отказаться от участия в выборах. Николь и Мэри Черри прибегают к чёрному пиару, чтобы выиграть конкурс красоты. |                                                                                               |                  |                                |                  |
| 8 | «Беда не приходит одна» «Misery Loathes Company»                                              | Крейг Зиск       | Оливер Голдстик и Дейдра Стром | 17 ноября 2000   |
| Гаррисон, который находится в больнице для лечения лейкемии, знакомится с соседом по палате — религиозным фанатиком Кларенсом. Брук тоже попадает в клинику из-за анорексии. Шуга Дэдди комплексует из-за своей внешности и проходит обследование на ожирение. |                                                                                               |                  |                                |                  |
| 9 | «Ты Бог? Нет, я Энн Маргарет» «Are You There God? It's Me, Ann-Margret»                       | Аарон Шнайдер    | Оливер Голдстик                | 8 декабря 2000   |
| Гаррисон встречает женщину, которой слишком много известно о нём. Джош и Лили получают роли в спектакле, где им нужно будет раздеться друг перед другом. Кармен сталкивается с Николь на собрании для детей, чьи родители — алкоголики. |                                                                                               |                  |                                |                  |
| 10 | «Последствия падения» «The Consequences of Falling»                                           | Майкл Робин      | Райан Мёрфи                    | 15 декабря 2000  |
| Гаррисон тяжело переживает смерть соседа по палате. Он отказывается принимать лекарства и хочет покончить с собой. Но Кларенс появляется в образе ангела, чтобы показать ему, каким был бы мир, если бы Гаррисон вообще не родился. |                                                                                               |                  |                                |                  |
| 11 | «Пожар в дыре» «Fire in the Hole»                                                             | Рэнди Миллер     | Ари Познер и Эрик Превен       | 19 января 2001   |
| Бобби Гласс заставляет учеников играть в написанной ей пьесе о сексуальном здоровье. Сэм должна играть роль проститутки, Гаррисон — девственника, а остальные — различные заболевания, передающиеся половым путём. Тем временем, Сэм пытается вывести на новый уровень отношения с Джорджем, а Гаррисон — приобрести сексуальный опыт. |                                                                                               |                  |                                |                  |
| 12 | «Отвратительное поведение Гаррисона Джона» «The Shocking Possession of Harrison John»         | Джейми Бэббит    | Эдвард Китсис и Адам Хоровитц  | 26 января 2001   |
| Характер Гаррисона сильно изменился после операции на костном мозге, где его донором была Николь. Сама Николь узнаёт, что её удочерили, и пытается найти биологическую мать. Дружба Джоша и Шуга Дэдди даёт трещину. |                                                                                               |                  |                                |                  |
| 13 | «Благотворительность Мэри Черри» «Mary Charity»                                               | Лоуренс Триллинг | жеймс Дафф                     | 2 февраля 2001   |
| Мать Мэри Черри объявляет о своём банкротстве, и девочке предстоит узнать, что такое бедность. Сэм и Кармен проводят кампанию по поддержке школьного ежегодника. Брук и Гаррисон решают встречаться. |                                                                                               |                  |                                |                  |
| 14 | «Слухи о моей смерти сильно преувеличены» «The News of My Death Has Been Greatly Exaggerated» | Райан Мёрфи      | Райан Мёрфи                    | 23 февраля 2001  |
| Школа потрясена новостью о смерти Эйприл. Николь подозревает, что работница школьной столовой — её родная мать. Сэм получает электронное письмо от Гаррисона, в котором говорится, что он любит её и просит, чтобы она выбрала между ним и Джорджем. |                                                                                               |                  |                                |                  |
| 15 | «Студенческая жизнь» «It's Greek to Me»                                                       | Джейми Бэббит    | Эдвард Китсис и Адам Хоровитц  | 2 марта 2001     |
| Жизнь студентов Колледжа кажется не такой скучной, как школьные будни. Новая знакомая Брук приглашает всех на вечеринку в братство. Однако после бурной ночи становится понятно, что родная школа не так уж плоха. |                                                                                               |                  |                                |                  |
| 16 | «Гей» «Fag»                                                                                   | Элоди Кин        | Дейдра Стром                   | 9 марта 2001     |
| Чтобы защитить парня, над которым издеваются из-за сексуальной ориентации, Лили организовывает школьный союз поддержки геев и лесбиянок. Сначала идея не находит отклика, но скоро становится понятно, что с дискриминацией может столкнуться каждый: Сэм и Джордж слышат комментарии по поводу их межрасовых отношений, Шуга не получает работу из-за своего веса, а Джейн рассказывает, что однажды пострадала из-за религиозных убеждений. Когда на Лили нападают хулиганы, ребята окончательно понимают, что ненависть не приводит ни к чему хорошему, и присоединяются к ней. |                                                                                               |                  |                                |                  |
| 17 | «Переворот» «Coup»                                                                            | Джейми Бэббит    | Ари Познер и Эрик Превен       | 16 марта 2001    |
| Директор поручает Эйприл ликвидировать один из школьных клубов. Ей манипулирует Николь, мечтающая распустить группу поддержки, из которой её выгнали. Эмори Дик, чей клуб поклонников Джона Траволты тоже находится под угрозой, пытается спасти своё детище с помощью шантажа. |                                                                                               |                  |                                |                  |
| 18 | «Игры разума» «The Brain Game»                                                                | Крейг Зиск       | Джеймс Дафф                    | 27 апреля 2001   |
| Мэри Черри отчаянно пытается вернуть былую популярность. Она собирает команду учеников для участия в интеллектуальном конкурсе. Тем временем, Кармен берёт уроки танцев и влюбляется в своего учителя. |                                                                                               |                  |                                |                  |
| 19 | «Я знаю, что вы сделали прошлой весной» «I Know What You Did Last Spring Break!»              | Райан Мёрфи      | Райан Мёрфи и Тим Уоллесто     | 4 мая 2001       |
| Мисс Гласс просит учеников написать, как они провели весенние каникулы. Выясняется, что Мэри Черри снималась в малобюджетном порнотриллере, Брук переспала с Гаррисоном, а сам Гаррисон, возможно, заразился опасной лихорадкой. Школа закрывается на карантин, а учеников начинает преследовать таинственный маньяк. |                                                                                               |                  |                                |                  |
| 20 | «Не злите Большую Берту» «Don't Mess Around with Big Bertha Muffin»                           | Лоуренс Триллинг | Эдвард Китсис и Адам Хоровитц  | 11 мая 2001      |
| Мэри Черри врезается в автомобиль второгодницы Большой Берты, и теперь ей грозят большие неприятности. Сэм и Брук не могут поделить Гаррисона. Джош и Лили женятся, несмотря на протесты родителей. |                                                                                               |                  |                                |                  |
| 21 | «Проблемы» «Promblems»                                                                        | Джейми Бэббит    | Райан Мёрфи                    | 18 мая 2001      |
| У Джейн и Майка рождается дочь Маккензи. Семейная жизнь Лили и Джоша оказывается совсем непростой. Би-Хо, внезапно объявившаяся сестра-близнец Мэри Черри, занимает её место. После серьёзной ссоры с Брук, Николь садится за руль пьяной и намеревается отомстить ей. Гаррисон, наконец, определяется с выбором. Расстроенная разговором с ним, Брук выбегает из ресторана на улицу. В этот момент её на полной скорости сбивает Николь. |                                                                                               |                  |                                |                  |

## Трансляция
В США сериал выходил на канале WB с 29 сентября 1999 по 18 мая 2001 года. Сценаристами был запланирован ещё один сезон, но он так и не был снят из-за снижения рейтингов шоу. По этой причине, большинство сюжетных линий не имеют развязки и сериал заканчивается на самом интересном месте.

## Награды
| Год  | Награда                                                                                   | Категория                                                   |
| ---- | ----------------------------------------------------------------------------------------- | ----------------------------------------------------------- |
| 2000 | Teen Choice Awards                                                                        | Лучшее свежее шоу                                           |
| 2000 | GLAAD Media Awards (премия Альянса геев и лесбиянок против диффамации)                    | Выдающийся эпизод (за серию «Дикий, дикий беспорядок»)      |
| 2000 | SHINE Awards (премия за объективное освещение темы сексуальности и сексуального здоровья) | Лучший комедийный эпизод (за серию «Исправительный лагерь») |
| 2000 | Genesis Awards (премия за освещение проблемы прав животных)                               | Лучший новый сериал (за серию «В осаде»)                    |
| 2001 | Genesis Awards                                                                            | Лучший комедийный сериал (за серию «Джо любит Мэри Черри»)  |